# Martin-Pierre Tremblay
Martin-Pierre Tremblay est un écrivain et poète québécois né en 1972.

## Biographie
Martin-Pierre Tremblay remporte le Prix Émile-Nelligan 1993 pour son recueil de poèmes Le Plus Petit Désert  à l'âge de 20 ans. Un an plus tard, il publie un second recueil de poésie, Une année bissextile, dans lequel il opte pour une forme plus libre, allant des poèmes en prose aux fragments narratifs ou même aux vers livres. Le temps qui passe et la solitude sont des thèmes chers au poète qu'il aborde notamment dans son recueil Le Plus Petit Désert.
L'oeuvre Médecine vive est signée par l'auteur et son double, Da Saint'axe.

## Œuvres
- Le Plus Petit Désert, Montréal, Les Herbes rouges, 1993, 68 p.  (ISBN 2-89419-028-X)
- Une année bissextile, Montréal, Les Herbes rouges, 1994, 106 p.  (ISBN 2-89419-046-8)
- Où que vous soyez, Montréal, L'Hexagone, 2000, 110 p.  (ISBN 2-89006-649-5)
- Médecine vive, Québec, Le lézard amoureux, coll « Quelqu'un marche » 2008, 134 p.  (ISBN 978-2-923398-11-2)

## Prix et honneurs
- 1993 : lauréat du Prix Émile-Nelligan pour Le Plus Petit Désert[5],[6]
- 1994 : lauréat du Prix littéraire Desjardins pour Le Plus Petit Désert[7]